# Torma (gemeente)
Torma (Estisch: Torma vald) was een gemeente in de Estische provincie Jõgevamaa. De gemeente telde 1932 inwoners op 1 januari 2017 en had een oppervlakte van 349 km². In oktober 2017 werd de gemeente bij de gemeente Jõgeva gevoegd; alleen het dorp Võtikvere ging naar de gemeente Mustvee.
Tot de landgemeente behoorden 23 dorpen en twee wat grotere nederzettingen met de status van alevik (vlek): naast de hoofdplaats Torma ook Sadala.

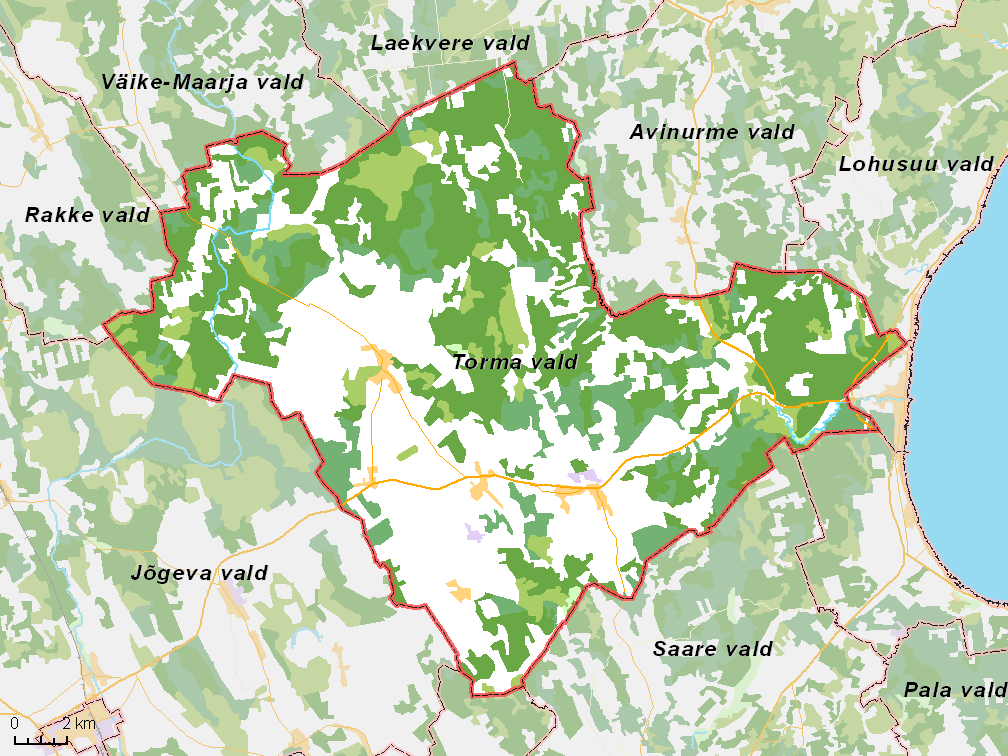
De gemeente met omliggende gemeenten, situatie begin 2017